# Sainte-Colombe-des-Bois
Sainte-Colombe-des-Bois è un comune francese di 139 abitanti situato nel dipartimento della Nièvre nella regione della Borgogna-Franca Contea.

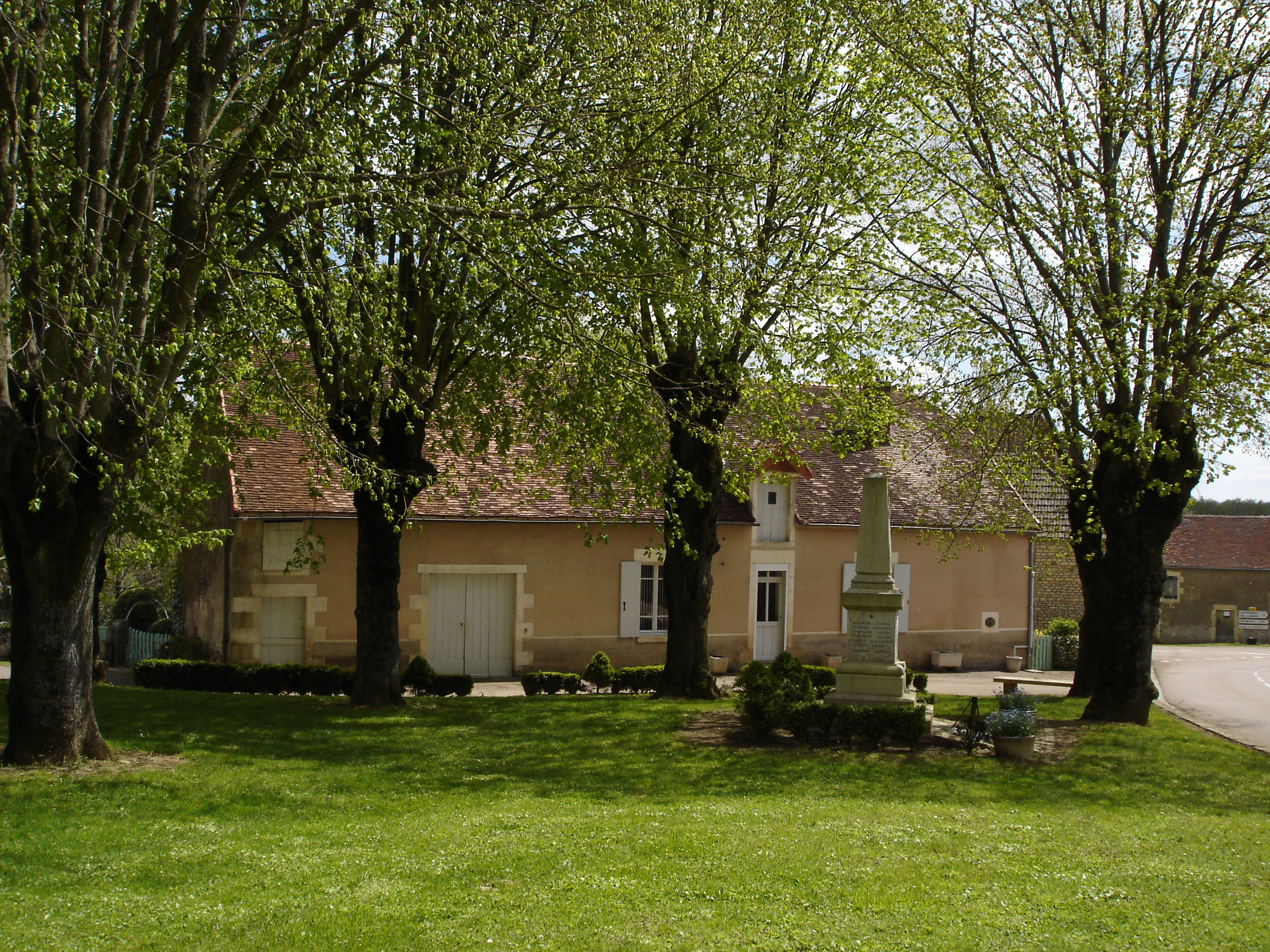
Piazza della chiesa

## Società

### Evoluzione demografica
Abitanti censiti